# Lauryathe Céphyse Bikouta
Lauryathe Bikouta Loutaya, née le 16 mars 1969 au Congo-Brazzaville, est une comédienne, entrepreneure et productrice des événements culturels. Elle est fondatrice du festival tuSeo, qui veut dire « éclats de rire » en Lari,,,,,, et directrice de l’union des femmes artistes du Congo (UFAC) de Pointe-Noire,,.

## Ouvrages
Denis Nguimbi et Lauryathe Céphyse Bikouta, « Congo-Brazzaville: Dixième anniversaire du groupe « Bane B'Siane» », La semaine africaine / All Africa,‎ 24 octobre 2002 (Congo-Brazzaville: Dixième anniversaire du groupe « Bane B'Siane»)